# Буянов Іван Андрійович
Іван Андрійович Буянов (9 квітня 1897, село Вишні Горки Сухановської волості Подольського повіту Московської губернії, тепер смт Горки Ленінські Ленінського міського округу Московської області, Російська Федерація — 12 грудня 1965, село Горки Ленінські, тепер смт Ленінського міського округу Московської області, Російська Федерація) — радянський державний діяч, новатор колгоспного виробництва, голова колгоспу імені Володимира Ілліча Ленінського району Московської області. Депутат Верховної ради СРСР 5—6-го скликань. Двічі Герой Соціалістичної Праці (18.09.1950, 30.01.1957).

## Життєпис
Народився в бідній селянській родині. Після смерті матері, в 1910 році розпочав трудову діяльність. Був підмайстром (учнем) у московського купця, навчився працювати з металом та опанував граверне (ювелірне) ремесло. Освіта середня.
Служив у російській армії, учасник Першої світової війни. Після поранення повернувся до рідного села.
З 1918 до 1922 року служив у Червоній армії, учасник громадянської війни в Росії. 
Після демобілізації в 1925 році організував у сусідньому селі Ям Подольського повіту промислову артіль металістів із виготовлення позолочених ювелірних виробів.
У 1929 році серед 25-тисячників був направлений на сільськогосподарську роботу та обраний головою колгоспу імені Володимира Ілліча в селі Горки Ленінського району Московської області.
Член ВКП(б) з 1931 року.
Потім деякий час працював майстром платинового заводу в Московській області. 
У 1937 — 12 грудня 1965 року — знову голова колгоспу імені Володимира Ілліча села Горки Ленінські Ленінського району Московської області. Під його керівництвом колгосп став одним із передових у СРСР.
Автор книг «Колгосп під Москвою» (1956), «Тобі, життя» (1965).
Помер 12 грудня 1965 року після важкої та тривалої хвороби в селищі Горки Ленінські.

## Нагороди та відзнаки
- двічі Герой Соціалістичної Праці (18.09.1950, 30.01.1957)
- орден Леніна (18.09.1950)
- орден Трудового Червоного Прапора (5.08.1944)
- два ордени «Знак Пошани» (20.01.1943, 16.09.1945)
- медаль «За трудову доблесть»
- медалі
- Почесний громадянин Ленінського району Московської області (2010, посмертно)